# Bispo (rapper)
Pedro Bispo, mais conhecido como Bispo (Algueirâo-Mem Martins, 12 de abril de 1992), é um rapper português. Com apenas 11 anos, começou a compor canções despertando, assim, a sua paixão pela música. Foi com as redes sociais que se deu a conhecer ao mundo. Ganhando notoriedade com esta exposição, conquistou numerosos fãs, sendo o seu público-alvo os jovens.Em 2023, foi-lhe atribuído  o prémio europeu de Melhor Artista Português, atribuído pela MTV Global.

## Biografia
Bispo estreou-se em 2014  com o lançamento do seu primeiro álbum, Bispoterapia, começando, desde então a  dar vários concertos de norte a sul de Portugal.
Com o lançamento do álbum Mais Antigo, em 2020, que conta com a participação de artistas de renome como, Holly, Lazuli, D’ay, FrankieOnTheGuitar,  Benji Price,  Deezy e Ivandro, entre outros, começou a atuar em festivais portugueses, como por exemplo, no Festival do MEO Sudoeste.  O artista admite que foi um sonho realizado, pois em 2014 compareceu nesse festival enquanto espectador e anos depois, em 2022, atuou no palco principal do mesmo.
A sua canção “Essa Saia”, com a colaboração de Ivandro, alcançou, em dezembro de 2021, quatro Platinas e mais de 11 milhões de visualizações no Youtube . 
Bispo colaborou com a Barbara Tinoco na canção "Planeta", que registou, em 2023, mais de 10 milhões de streams no Spotify.
No final de 2023, Bispo foi o vencedor da categoria de Melhor Artista Português pela MTV, nos MTV Europe Music Awards,. Bispo já tinha sido nomeado para este prémio em 2018.
Em dezembro de 2023, Bispo contava com mais de meio milhão de ouvintes mensais no Spotify.
Bispo foi um dos artistas convidados para comporem canções para o Festival RTP da Canção de 2024.

## Discografia - Álbuns
- 2014 - Bispoterapia
- 2015 - Desde a Origem
- 2017 - Fora D`Horas
- 2020 - Mais Antigo
- 2021 - Mudanças
- 2025 - Entre Nós